# 折可適
折可適（1050年—1110年），字遵正，北宋边将。
折克雋之子，折克行的侄子。皇祐二年（1050年）出生。少年習武，鄜延郭逵見之，讚嘆曰：“真將種也。”幼年未冠，沉厚智略，敏于决断，通诗文、医药、占卜，骑射。经郭逵荐举，试廷中，补披带班殿侍，充鄜延路经略司准备差使。治平四年（1067年），從种諤出塞，以勇健知名。元豐五年（1082年），戰三角嶺，擊敗夏人於米脂（今陕西延川县），收复米脂城，败敌于蒲桃山。元祐六年（1091年），爆發尾丁磑之戰，以所部兵八千，在洪德砦伏击夏国梁氏兵十万。“軍回僅二百餘里，如行無人之境”，斬獲萬計，此役夏梁太后踰山而遁，夏軍赴崖洞死者不可勝計。累官皇城使、成州防御使、知岷蘭州镇戎军。御邊近四十年，習邊事，又喜讀書。绍圣二年（1095年），与总管王文振统熙州、秦州、庆州三道兵筑好水川，因兵失道死，获罪，留职责效，奉诏攻打夏国大将名阿埋，昧勒都逋，俘其族属三千人，取天都山，转任东上阁门使、洛州防御使、泾原钤辖、知州事。拜和州防御使，进明州观察使，为副都总管。崇宁三年（1104年），以轻骑援救钟传，破敌解围。上言开垦广土，进筑要害，被采纳。以踏口之战，损兵数百，为钟传所弹劾，贬为郑州观察使。不久复为泾原路经略安抚使、马步军都总管、知渭州，拜淮康军节度使。大觀元年（1107年），被诬陷，出为佑神观使。大观四年（1110年），受命帅泾原，到任四月，以疾病告老。十月二十九日病卒，年六十一。有子折彥質。有文集十卷、奏议三十卷，边议十篇。